# Hoshalli, Bangarapet
Hoshalli là một làng thuộc tehsil Bangarapet, huyện Kolar, bang Karnataka, Ấn Độ.